# Limnephilus tauricus
Limnephilus tauricus är en nattsländeart som beskrevs av Schmid 1964. Limnephilus tauricus ingår i släktet Limnephilus och familjen husmasknattsländor. Enligt den svenska rödlistan är arten otillräckligt studerad i Sverige. Arten förekommer i Götaland. Artens livsmiljö är sjöar och vattendrag, våtmarker. Inga underarter finns listade i Catalogue of Life.